# Котляревская
Котляре́вская — станица в Майском районе Кабардино-Балкарской Республики. Административный центр муниципального образования «Сельское поселение станица Котляревская».

## География
Селение расположено в центральной части Майского района, в междуречье рек Терека и Черека. Находится в 1,5 км к югу от районного центра Майский и в 45 км к северо-востоку от города Нальчик.
Площадь сельского поселения составляет — 60,92 км2. Из них 88,8 % приходится на земли сельскохозяйственного назначения. Помимо земель сельскохозяйственного назначения, в общую земельную площадь поселения входят земли поселений — 288,0 га. Под территориями промышленности, транспорта и связи занято — 169,0 га. Земли лесного фонда составляют — 213,0 га, земли водного фонда – 15,0 га.
Граничит с землями населённых пунктов: Майский на севере, Арик на востоке, Александровская на юго-востоке и Нижний Черек на юго-западе.
Населённый пункт расположен на наклонной Кабардинской равнине, в равниной зоне республики. Средние высоты на территории станицы составляют 230 метров над уровнем моря. Рельеф местности представляет собой слабо волнистую аллювиальную равнину, с общим уклоном с юга на север. Вдоль долин рек Черек и Терек тянутся обрывистые берега. Окрестности станицы изрезаны балками и понижениями.
Гидрографическая сеть представлена реками — Черек, Терек, Аргудан, Деменюк, Аркуданта и Аксыра.  Оросительная сеть открытая в бетонном ложе, использует водозабор из рек Черек и Аксыра. В пойме реки Черек имеются озёра-старцы. В окрестностях станицы расположены озёра — Станичное и Прозрачка. Местность высоко обеспечена пресной водой. Грунтовые воды залегают на глубине от одного до двух метров от земной поверхности.
Почвы в основном лугово-чернозёмные, луговые и аллювиально-луговые. Содержание гумуса 2–4 %. Мощность гумусного слоя – 52 сантиметра, пахотного – 31 сантиметр.
Климат влажный умеренный. Лето жаркое. Средняя температура воздуха в июле достигает +23°С. В августе абсолютные показатели часто превышают отметку в +35°С. Зима мягкая и длится около трех месяцев. Морозы непродолжительные, минимальные температуры редко снижаются ниже −15°С. Средняя температура января составляет -2,5°С. Среднегодовое количество осадков составляет около 630 мм.

## История
XIX век
Станица Котляревская основана в 1840 году как военное поселение на Военно-Грузинской дороге. Названа она в честь генерала Петра Степановича Котляревского, прославившегося в войне с Персией в начале XIX века. В 1841 году военное поселение получило статус станицы.
В 1840 году было отмежёвано для «Котляревского селения» 3500 десятин земли (3815 га), которой «малая часть покрыта камышом и лесом, а большая — для хлебопашества и сенокосов весьма удобна». В последующие годы к Котляревской прирезали земли от станицы Александровской (1038 десятин) и от села Нижнее Кожоково (346 десятин).
Под станицы Пришибскую, Котляревскую, Александровскую и Змейскую были отмежёваны земли, принадлежавшие кабардинским узденям Анзоровым — 12 340 десятин «удобной» и 1450 десятин «неудобной» земли. Указано вознаграждение за «удобную» землю — 18 510 рублей серебром.
Границы селения были определены следующим образом: с восточной стороны — река Терек, с южной — земли селения Александровского, с запада — река Черек, а с севера — земли станицы Пришибской.
В «Кратких сведениях об отдельных военных поселениях между Владикавказом и Екатериноградом на Военно-Грузинской дороге от 1 июля 1842 года» есть данные о первых поселенцах в станице Котляревской: «Народонаселение состоит из женатых нижних чинов, прослуживших в войсках Отдельного Кавказского корпуса более 15 лет. Наличное число жителей в настоящее время состоит из 86 семейств: 176 мужского и 179 женского пола, а всего 355 душ, для жительства которых выстроен к 1 июля 1842 года 41 дом, с 26 августа 1840 года по 1 июля 1842 года умерла в селении 41 душа».
В рапорте заведующего станицей Котляревского от 18 ноября 1860 года № 237 указано: «В станице Котляревской 135 семей казачьего сословия. Служащих, состоящих в комплекте строевых частей нижних чинов — 110, внутренне служащих и отставных от 20 и 42-летнего возраста — 89, постороннего сословия: мужского пола — 3, женского — 1. Всего мужского и женского пола душ как войскового сословия, так и постороннего — 721».
XX век
На 1 июня 1914 года в станице Котляревской были: кирпичная церковь во имя Покрова Пресвятой Богородицы, построенная в 1903 году, станичное правление, одноклассное станичное училище Министерства народного просвещения (школа в станице существовала уже в 1867 году). Кроме того, в станице были: одна пивная, один винный погреб, пять мельниц, одна хлебопекарня, десять мелочных лавок.
После установления советской власти вся земля была национализирована. Для её обработки создавались общественные хозяйства. Одно из них — ТОЗ (товарищество по совместной обработке земли) «Красная нива», куда входило 12 хозяйств, было утверждено Исполкомом Казачьего округа 7 июля 1927 года.
14 февраля 1929 года ТОЗ «Красная нива» преобразовано в колхоз «Красная нива». Во время коллективизации репрессиям в станице были подвергнуты 84 семьи, многих сослали в Соловецкий лагерь, других — в Сибирь, на Крайний Север, в Среднюю Азию.
Во время Великой Отечественной войны Котляревская была захвачена 24 сентября 1942 года. 3 января 1943 года станица была освобождена частями Красной Армии. Общий материальный ущерб, нанесённый колхозу и станице, составил 17 418 164 рубля, жителям — 21 820 065 рублей.
С момента установления советской власти в Кабарде, станица несколько раз передавалась из одного района республики в другую. В 1965 году станица окончательно передана из Терского района в Майский район.

## Население
| 2002  | 2010  | 2012  | 2013  | 2014  | 2015  | 2016  |
| ----- | ----- | ----- | ----- | ----- | ----- | ----- |
| 3774  | ↘3468 | ↘3447 | ↘3417 | ↘3375 | ↗3386 | ↗3401 |
| 2017  | 2018  | 2019  | 2020  | 2021  | 2023  | 2024  |
| ↘3375 | ↘3345 | ↘3317 | ↘3301 | ↘3193 | ↘3185 | ↘3138 |
| 2025  |       |       |       |       |       |       |
| ↘3114 |       |       |       |       |       |       |

Плотность — 51.12 чел./км2.
Национальный состав
По данным Всероссийской переписи населения 2010 года:
| Народ      | Численность, чел. | Доля от всего населения, % |
| ---------- | ----------------- | -------------------------- |
| русские    | 3 171             | 91,4 %                     |
| цыгане     | 101               | 2,9 %                      |
| кабардинцы | 56                | 1,6 %                      |
| другие     | 140               | 4,0 %                      |
| всего      | 3 468             | 100 %                      |

По данным Всероссийской переписи 2021 года:
| Народ               | Численность, чел. | Доля от всего населения, % |
| ------------------- | ----------------- | -------------------------- |
| русские             | 2 770             | 86,75 %                    |
| цыгане              | 231               | 7,23 %                     |
| кабардинцы          | 95                | 2,97 %                     |
| другие / не указано | 97                | 3,03 %                     |
| всего               | 3 193             | 100,0 %                    |

Поло-возрастной состав
По данным Всероссийской переписи населения 2010 года:
| Возраст     | Мужчины, чел. | Женщины, чел. | Общая численность, чел. | Доля от всего населения, % |
| ----------- | ------------- | ------------- | ----------------------- | -------------------------- |
| 0 — 14 лет  | 371           | 334           | 705                     | 20,3 %                     |
| 15 — 59 лет | 1 053         | 1 112         | 2 165                   | 62,4 %                     |
| от 60 лет   | 200           | 398           | 598                     | 17,3 %                     |
| Всего       | 1 624         | 1 844         | 3 468                   | 100,0 %                    |

Мужчины — 1 624 чел. (46,8 %). Женщины — 1 844 чел. (53,2 %).
Средний возраст населения — 36,4 лет. Медианный возраст населения — 34,3 лет.
Средний возраст мужчин — 33,5 лет. Медианный возраст мужчин — 31,6 лет.
Средний возраст женщин — 39,0 лет. Медианный возраст женщин — 37,5 лет.

## Образование
- Средняя общеобразовательная школа № 8 — ул. Лебедевых, 48.
- Начальная школа Детский сад «Светлячок» — ул. Лебедевых, 91.
- Детская музыкальная школа (филиал Детской школы искусств «им. З.Н.Контер») — ул. Лебедевых, 89.

## Здравоохранение
- Участковая больница — ул. Красная, 23.

## Русская православная церковь
- Храм Покрова Пресвятой Богородицы — ул. Красная, 49 (открыта в 1903 году). Воссоздана в 1995 году[21].

## Культура
- Дом Культуры станицы Котляревская
- Краеведческий музей станицы Котляревская
- Мемориал Великой Отечественной войны
- Памятник Октябрьской революции
- Памятник Георгиевским кавалерам

## Экономика
Основу экономики муниципального образования играет сельское хозяйство. Наибольшее развитие получило обработка и переработка сельскохозяйственных продуктов.
На территории сельского поселения зарегистрировано одно сельскохозяйственное предприятие — «Красная Нива», и 17 индивидуальных предпринимателей.

## Улицы
Улицы
| 50 лет Победы |
| Будённого     |
| Казачья       |
| Колхозная     |
| Косяченко     |
| Красная       |

| Красных Партизан |
| Лебедевых        |
| Лиманная         |
| Молодёжная       |
| Октябрьская      |
| Пролетарская     |

| Пушкина  |
| Речная   |
| Садовая  |
| Сыщикова |
| Толстого |
| Шляховая |

Переулки
| Атаманский   |
| Донской      |
| Красная Нива |
| Лермонтова   |

| Малороссийский |
| Певнева        |
| Первомайский   |
| Пионерский     |

| Тверской |
| Терский  |
| Школьный |

## Известные уроженцы
- Евтушенко Николай Никитович — Герой Социалистического Труда, доктор сельскохозяйственных наук.
- Клевцов Михаил Михайлович — основатель музея станицы (1979), председатель колхоза «Красная Нива» (1974—1986), председатель комитета по земельным ресурсам и землеустройству КБР (1993—2002), кандидат сельскохозяйственных наук, советник Президента КБР по вопросам казачества.

## Примечание
1. 1 2  Численность постоянного населения Российской Федерации по муниципальным образованиям на 1 января 2025 года — М.: Росстат, 2025.
2. ↑  ЦГА КБР, ф. 40, оп. 1, д. 7, т. 2
3. ↑  Всероссийская перепись населения 2002 года. Численность населения субъектов Российской Федерации, районов, городских поселений, сельских н
4. ↑  Численность населения КБР в разрезе населённых пунктов по итогам Всероссийской переписи населения 2010 года
5. ↑  Численность населения Российской Федерации по муниципальным образованиям. Таблица 35. Оценка численности постоянного населения на 1 январ
6. ↑  Численность населения Российской Федерации по муниципальным образованиям на 1 января 2013 года. Таблица 33. Численность населения городских округов, муниципальных районов, городских и сельских поселений, городских населённых пунктов, сельских населённых пунктов — Росстат, 2013. — 528 с.
7. ↑  Таблица 33. Численность населения Российской Федерации по муниципальным образованиям на 1 января 2014 года
8. ↑  Численность населения Российской Федерации по муниципальным образованиям на 1 января 2015 года
9. ↑  Численность населения Российской Федерации по муниципальным образованиям на 1 января 2016 года — 2018.
10. ↑  Численность населения Российской Федерации по муниципальным образованиям на 1 января 2017 года — М.: Росстат, 2017.
11. ↑  Численность населения Российской Федерации по муниципальным образованиям на 1 января 2018 года — М.: Росстат, 2018.
12. ↑  Численность населения Российской Федерации по муниципальным образованиям на 1 января 2019 года
13. ↑  Численность населения Российской Федерации по муниципальным образованиям на 1 января 2020 года
14. ↑  Итоги Всероссийской переписи населения 2020 года (по состоянию на 1 октября 2021 года)
15. ↑  Численность постоянного населения Российской Федерации по муниципальным образованиям на 1 января 2023 года (с учётом итогов Всероссийской п — Росстат, 2023.
16. ↑  Численность постоянного населения Российской Федерации по муниципальным образованиям на 1 января 2024 года — Росстат, 2024.
17. ↑  Том 3. Таблица 4. Население по национальности и владению русским языком по муниципальным образованиям и населенным пунктам КБР. Дата обращения: 4 мая 2019. Архивировано из оригинала 6 марта 2016 года.
18. ↑  Итоги Всероссийской переписи населения 2020 года. Том 5. Национальный состав и владение языками. Таблица 1. Национальный состав населения Кабардино-Балкарской Республики, городских округов и муниципальных районов. Дата обращения: 9 октября 2023. Архивировано 16 октября 2023 года.
19. ↑  База микроданных Всероссийской переписи населения 2010 года. Дата обращения: 29 августа 2016. Архивировано из оригинала 9 июня 2014 года.
20. ↑  Численность населения КБР по итогам Всероссийской переписи населения 2010 года. Дата обращения: 29 августа 2016. Архивировано из оригинала 24 июня 2016 года.
21. ↑  Храм Покрова Пресвятой Богородицы в станице Котляревской. Дата обращения: 8 октября 2014. Архивировано 16 октября 2014 года.